# 트레비손다 발라
트레비손다 발라(이탈리아어: Trebisonda Valla, 1916년 5월 20일 ~ 2006년 10월 16일)는 이탈리아의 여성 육상 선수로, 이탈리아 여성 처음으로 금메달을 획득하였다.
볼로냐에서 태어난 발라는 부친이 터키의 트라브존을 세계에서 가장 아름다운 도시들 중의 하나로 숙고하여, 그 도시의 이탈리아식 이름을 지어줬다고 한다. 4명의 오빠들을 두어 "온디나"(Ondina, 이탈리아어로 "작은 파도")라는 별명이 붙어, 그 이름으로 더 잘 알려졌다.
어린 소녀로서 자신의 인격과 스포츠 재능에 두드러진 발라는 고향에서 열린 학교 선수권 대회에서 클라우디아 테스토니와 경쟁을 맺어 그들의 남은 경력에 서로의 상대로 남게 되었다. 13세 때에 발라는 이미 이탈리아의 최고 육상 선수들 중의 하나로 숙고되었다. 이듬해 국내 챔피언이 되고 국가 대표 팀에 넣어졌다.
그녀는 융통성있는 선수였으며, 단거리 육상, 허들, 도약 경기에서 위대한 결과를 가져오는 가능성이 있었다. 곧 이탈리아 스포츠 팬들과 인기있는 선수가 되었다.
그녀의 가장 중요한 업적은 1936년 베를린 올림픽에서 80m 허들 금메달 획득이었다. 8월 5일 준결승전에서 세계 기록 11.6초를 세워 우승하고, 다음날 결승전에 나간다. 4명의 선수들이 완료 라인에서 함께 서두르면서 단단한 경주였다. 발라의 승리에 대하여 의심이 없었으나, 완료 사진은 은메달과 동메달 시상에 필요하였다. 그녀의 오랜 라이벌 테스토니는 4위를 하였다. 둘은 400m 릴레이에도 나갔지만 4위에 그쳤다.
올림픽이 끝난 후, 그녀의 등에 생긴 문제로 경기에 나가지 못하게 되었다. 그러나 1940년대 초반까지 계속 활약하였다고 한다.
90세의 나이로 라퀼라에서 사망하였다.